# Hundsturm
Hundsturm var frem til 1850 en selvstændig kommune og er i dag en bydel, der hører under Wiens 5. bydel Margareten. 
Hundsturm nævnes første gang i et dokument i 1632, men allerede i år 1600 lod ærkehertug Matthias, den senere tysk-romerske kejser, en jagthundekennel opføre i Hundsturm. Navnet Hundsturm stammer muligvis fra dette "hundetårn". Sandsynligere er det dog, at navnet går tilbage til den tidligere Hundsmühle, der i 1408 nævnes første gang som Hunczmühle in der Scheibenried.
Jagtkennelen blev revet ned i 1672 og på dens plads blev Schloss Hundsturm opført. Dette blev nedrevet i det 19. århundrede. I det 17. århundrede opstod en bebyggelse omkring dette slot, især langs den nuværende Schönbrunner Straße mellem Spengergasse og Margaretengürtel. I 1842 blev Hundsturm opkøbt af kommunen Wien. I 1850 blev området indlemmet som del af den nye 4. bydel Wieden, og i 1862 overflyttet til Margareten. I 1907 blev mindre dele af bydelen overført til Meidling.
I 1809 blev den berømte østrigske komponist Joseph Haydn bisat på Hundsturms kirkegård (der blev grundlagt i 1783). Kirkegården er i dag omdannet til Haydnpark og ligger i bydelen Meidling.
Hundsturms våben viser et sølvfarvet tårn på en grøn mark. Baggrunden er blå, og i tårnet åbne, gyldne port springer en hund.

## Gamle billeder og kort
- Hundsturm i 1773
- Hundsturm i 1830
- Schloss Hundsturm
- Den nuværende Bruno-Kreisky-Park i mellemkrigstiden

## Weblinks
- Bezirksmuseum Margareten – Hundsturm Arkiveret 31. maj 2011 hos  Wayback Machine

48°11′17″N 16°20′52″Ø / 48.18806°N 16.34778°Ø